# كوناراوية
الكوناراوية (الاسم العلمي:Connareae) هي قبيلة من النباتات تتبع الفصيلة الكونارية من رتبة الحماضيات.

## أجناس الكوناراوية
- الكونار